# NGC 6882
NGC 6882 é um aglomerado aberto na direção da constelação de Vulpecula. O objeto foi descoberto pelo astrônomo William Herschel em 1784, usando um telescópio refletor com abertura de 18,6 polegadas. Devido a sua moderada magnitude aparente (+8,1), é visível apenas com telescópios amadores ou com equipamentos superiores. 